# GP2-Lauf in Spa-Francorchamps 2013
Der GP2-Lauf in Spa-Francorchamps 2013 fand vom 23. bis 25. August auf dem Circuit de Spa-Francorchamps in Stavelot statt und war der achte Lauf der GP2-Serie-Saison 2013. Sam Bird (Russian Time) gewann das Hauptrennen vor Marcus Ericsson (DAMS) und Alexander Rossi (Caterham Racing). Das Sprintrennen gewann James Calado (ART Grand Prix) vor Julian Leal (Racing Engineering) und Adrian Quaife-Hobbs (Hilmer Motorsport).

## Berichte

### Hintergrund
Die Veranstaltung fand im Rahmenprogramm des Großen Preises von Belgien statt.
Nach dem Lauf in Mogyoród führte Stefano Coletti die Fahrerwertung mit 6 Punkten vor Felipe Nasr und 25 Punkten vor Fabio Leimer an. Carlin führte in der Teamwertung mit 40 Punkten vor Rapax und 50 Punkten vor Russian Time.

### Training
Im freien Training fuhr Stefano Coletti die schnellste Rundenzeit, gefolgt von James Calado und Fabio Leimer.

### Qualifying
Im Qualifying sicherte sich Sam Bird mit einer Zeit von 1:56,957, vor Fabio Leimer und James Calado, die Pole-Position. Leimer wurde in seiner Runde in der letzten Runde aufgehalten und verlor so wichtige Zeit und Bird sicherte sich so seine erste Pole des Jahres.
Sergio Canamasas fuhr zwar auf den neunten Rang, wurde jedoch aufgrund eines Unfalls im Rennen in Mogyoród um 10 Plätze nach hinten versetzt.

### Hauptrennen
Beim Rennstart konnte sich James Calado, aus der zweiten Startreihe, kurzzeitig die Führung sichern, verlor diese jedoch an Pole-Setter Bird bereits am Ausgang der ersten Kurve. Er konnte seinen Vorsprung zuerst ausbauen, bis in der dritten Runde das Safety-Car zum Einsatz kam. Grund dafür war Daniël de Jong, welcher in der bekannten Eau-Rouge-Kurve einen Reifenschaden erlitt und aus dem Rennen ausschied.
Beim Restart in Runde 5 kollidierten die Carlin-Teamkollegen Jolyon Palmer und Felipe Nasr in Kurve 1, woraufhin letzterer das Rennen aufgeben musste. Der in der ersten Runde zurückgefallene Marcus Ericsson nutzte dies aus um sich in den nächsten Runden bis auf den zweiten Platz vorzukämpfen. Kurz darauf begannen die ersten Boxenstopps, allen voran James Calado. Ericsson war der Schnellste beim Stopp und konnte auf dem zweiten Platz wieder in das Rennen zurückkehren.
Der weiterhin erstplatzierte Bird kam erst in Runde 14 in die Box und konnte diese mit einem ordentlichen Vorsprung auf die hinteren Plätze verlassen. Letztendlich beendete er das Rennen mit einem Vorsprung von sieben Sekunden auf den zweitplatzierten Ericsson.
Der strafversetzte Canamasas klagte früh im Rennen über ein Problem mit den Bremsen, welches ihn letztendlich dazu zwang dieses in Runde 19 aufzugeben.

### Sprintrennen

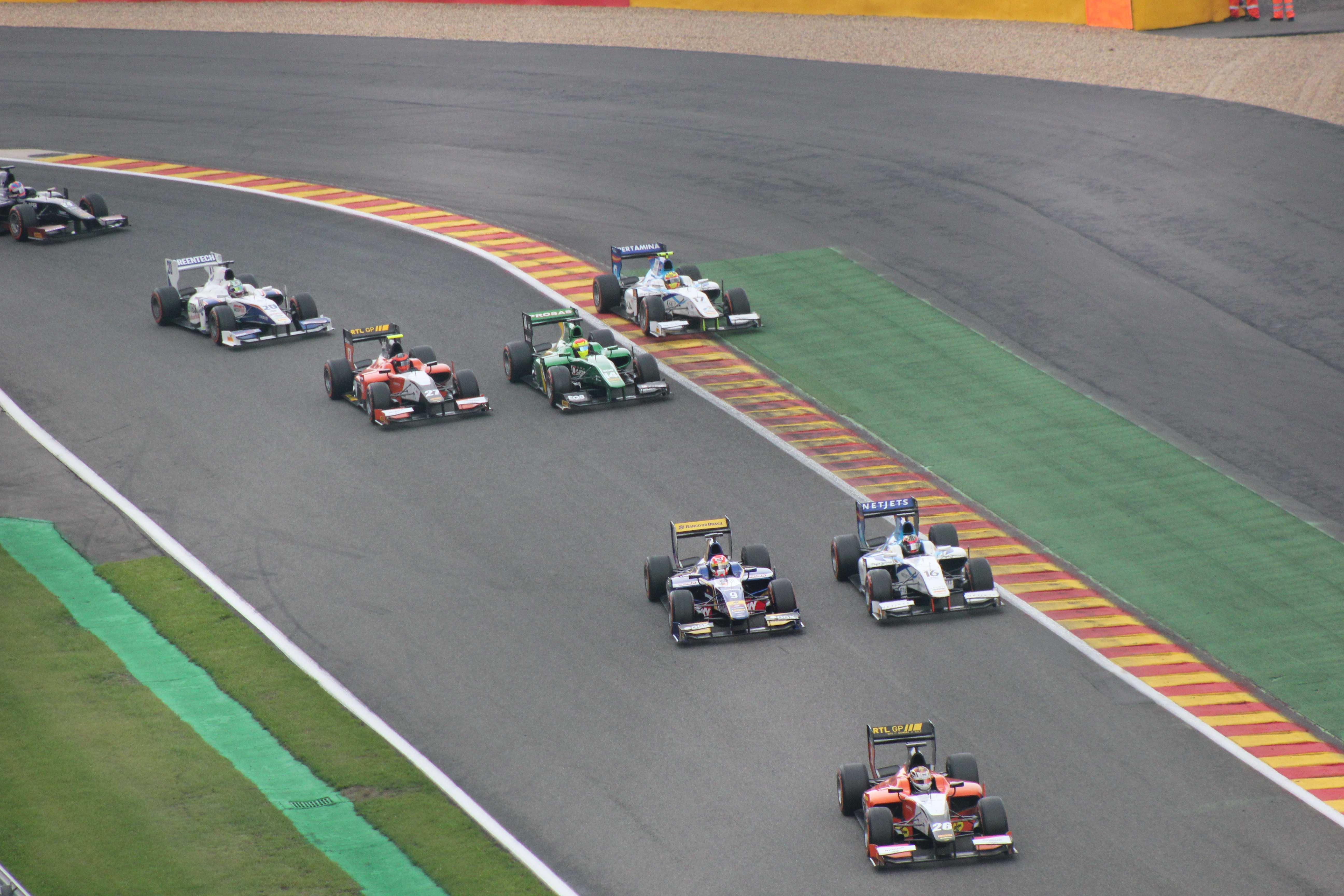
Rennszene aus dem Sprintrennen

Der von der Pole aus startende James Calado konnte diese beim Rennstart erfolgreich verteidigen und in Führung bleiben. Einen sehr guten Start schaffte ebenfalls Adrian Quaife-Hobbs, welcher sich, trotz eines zehnten Startplatzes, innerhalb von zwei Runden auf die dritte Position wiederfand. Stefano Coletti startete auf weichen Reifen und kam so zuerst um sieben Plätze vor, die Reifen brachen allerdings bald ein und Colletti verlor dementsprechend wichtige Zeit. Da in dem Sprintrennen kein Pflichtboxenstopp vorgesehen war, fiel er durch seinen Reifenwechsel weiter zurück und beendete das Rennen letztendlich auf Platz 23. Auch Robin Frijns verlor wegen einer gebrochenen Antriebswelle viel Zeit und musste seinen Wagen letztendlich abstellen.
Calado baute seine Führung in den ersten Runden weiter aus, bekam jedoch im Laufe der Zeit Konkurrenz von Julian Leal der ihm immer näher kam. Dieser musste sich allerdings selbst vor Adrian Quaife-Hobbs verteidigen und konnte so bis Rennende Calado nicht mehr gefährlich werden. Dieser gewann das Rennen letztendlich vor Leal und Quaife-Hobbs, wobei das Führungstrio ganze 16 Sekunden Vorsprung auf den Rest des Feldes hatte.

## Meldeliste
Alle Teams und Fahrer verwendeten das Dallara-Chassis GP2/11, Motoren von Renault-Mecachrome und Reifen von Pirelli.
| Team                 | Auto # | Fahrer                |
| -------------------- | ------ | --------------------- |
| DAMS                 | 01     | Marcus Ericsson       |
| DAMS                 | 02     | Stéphane Richelmi     |
| ART Grand Prix       | 03     | James Calado          |
| ART Grand Prix       | 04     | Daniel Abt            |
| Arden International  | 05     | Johnny Cecotto junior |
| Arden International  | 06     | Mitch Evans           |
| Racing Engineering   | 07     | Julian Leal           |
| Racing Engineering   | 08     | Fabio Leimer          |
| Carlin               | 09     | Felipe Nasr           |
| Carlin               | 10     | Jolyon Palmer         |
| Russian Time         | 11     | Sam Bird              |
| Russian Time         | 12     | Tom Dillmann          |
| EQ8 Caterham Racing  | 14     | Sergio Canamasas      |
| EQ8 Caterham Racing  | 15     | Alexander Rossi       |
| Barwa Addax Team     | 16     | Jake Rosenzweig       |
| Barwa Addax Team     | 17     | Rio Haryanto          |
| Rapax                | 18     | Stefano Coletti       |
| Rapax                | 19     | Simon Trummer         |
| Trident Racing       | 20     | Nathanaël Berthon     |
| Trident Racing       | 21     | Ricardo Teixeira      |
| Hilmer Motorsport    | 22     | Adrian Quaife-Hobbs   |
| Hilmer Motorsport    | 23     | Robin Frijns          |
| Venezuela GP Lazarus | 24     | René Binder           |
| Venezuela GP Lazarus | 25     | Vittorio Ghirelli     |
| MP Motorsport        | 26     | Dani Clos             |
| MP Motorsport        | 27     | Daniël de Jong        |

## Klassifikationen

### Qualifying
| Pos. | Fahrer              | Team                 | Zeit     | Start |
| ---- | ------------------- | -------------------- | -------- | ----- |
| 01   | Sam Bird            | Russian Time         | 1:56.957 | 1     |
| 02   | Fabio Leimer        | Racing Engineering   | 1:57.156 | 2     |
| 03   | James Calado        | ART Grand Prix       | 1:57.404 | 3     |
| 04   | Marcus Ericsson     | DAMS                 | 1:57.538 | 4     |
| 05   | Alexander Rossi     | Caterham Racing      | 1:57.578 | 5     |
| 06   | Nathanaël Berthon   | Trident Racing       | 1:57.588 | 6     |
| 07   | Jolyon Palmer       | Carlin               | 1:57.691 | 7     |
| 08   | Stephane Richelmi   | DAMS                 | 1:57.802 | 8     |
| 09   | Sergio Canamasas    | Caterham Racing      | 1:57.804 | 19    |
| 10   | Felipe Nasr         | Carlin               | 1:57.839 | 9     |
| 11   | Robin Frijns        | Hilmer Motorsport    | 1:57.881 | 10    |
| 12   | Julian Leal         | Racing Engineering   | 1:57.924 | 11    |
| 13   | Tom Dillmann        | Russian Time         | 1:57.950 | 12    |
| 14   | Mitch Evans         | Arden International  | 1:58.271 | 13    |
| 15   | Simon Trummer       | Rapax                | 1:58.384 | 14    |
| 16   | Dani Clos           | MP Motorsport        | 1:58.385 | 15    |
| 17   | Johnny Cecotto Jr.  | Arden International  | 1:58.419 | 16    |
| 18   | Rio Haryanto        | Barwa Addax Team     | 1:58.463 | 17    |
| 19   | Adrian Quaife-Hobbs | Hilmer Motorsport    | 1:58.534 | 18    |
| 20   | Stefano Coletti     | Rapax                | 1:58.618 | 20    |
| 21   | Daniël de Jong      | MP Motorsport        | 1:58.789 | 21    |
| 22   | René Binder         | Venezuela GP Lazarus | 1:58.803 | 22    |
| 23   | Vittorio Ghirelli   | Venezuela GP Lazarus | 1:58.831 | 23    |
| 24   | Daniel Abt          | ART Grand Prix       | 1:59.022 | 24    |
| 25   | Jake Rosenzweig     | Barwa Addax Team     | 1:59.253 | 25    |
| 26   | Ricardo Teixeira    | Trident Racing       | 2:17.528 | 26    |

### Hauptrennen
| Pos. | Fahrer              | Team                 | Runden | Zeit       | Start | Schnellste Runde |
| ---- | ------------------- | -------------------- | ------ | ---------- | ----- | ---------------- |
| 01   | Sam Bird            | Russian Time         | 25     | 52:55.642  | 1     | 1:59,958 (16.)   |
| 02   | Marcus Ericsson     | DAMS                 | 25     | + 7.001    | 4     | 2:00,524 (23.)   |
| 03   | Alexander Rossi     | Caterham Racing      | 25     | + 8.242    | 5     | 2:00,234 (14.)   |
| 04   | Fabio Leimer        | Racing Engineering   | 25     | + 13.950   | 2     | 2:00,678 (24.)   |
| 05   | Tom Dillmann        | Caterham Racing      | 25     | + 15.353   | 12    | 1:59,644 (19.)   |
| 06   | Julian Leal         | Racing Engineering   | 25     | + 18.643   | 11    | 2:00,520 (18.)   |
| 07   | Stephane Richelmi   | DAMS                 | 25     | + 26.086   | 8     | 2:00,813 (9.)    |
| 08   | James Calado        | ART Grand Prix       | 25     | + 27.559   | 3     | 2:01,042 (9.)    |
| 09   | Robin Frijns        | Hilmer Motorsport    | 25     | + 28.425   | 10    | 2:01,264 (24.)   |
| 10   | Adrian Quaife-Hobbs | Hilmer Motorsport    | 25     | + 30.497   | 18    | 2:01,078 (24.)   |
| 11   | Mitch Evans         | Arden International  | 25     | + 33.190   | 13    | 2:00,857 (20.)   |
| 12   | Simon Trummer       | Rapax                | 25     | + 33.341   | 14    | 2:01,591 (18.)   |
| 13   | Stefano Coletti     | Rapax                | 25     | + 33.837   | 20    | 2:00,993 (18.)   |
| 14   | Johnny Cecotto jr.  | Arden International  | 25     | + 48.970   | 16    | 2:01,664 (20.)   |
| 15   | Jolyon Palmer       | Carlin               | 25     | + 49.347   | 7     | 2:00,061 (19.)   |
| 16   | Daniel Abt          | ART Grand Prix       | 25     | + 52.471   | 24    | 2:02,261 (9.)    |
| 17   | Jake Rosenzweig     | Barwa Addax Team     | 25     | + 57.102   | 25    | 2:02,312 (11.)   |
| 18   | Vittorio Ghirelli   | Venezuela GP Lazarus | 25     | + 57.982   | 23    | 2:01,666 (19.)   |
| 19   | Rio Haryanto        | Barwa Addax Team     | 25     | + 1:03.628 | 17    | 2:01,724 (25.)   |
| 20   | Dani Clos           | MP Motorsport        | 25     | + 1:20.316 | 15    | 2:00,971 (9.)    |
| 21   | Ricardo Teixeira    | Trident Racing       | 25     | + 1:27.365 | 26    | 2:02,758 (23.)   |
| 22   | Nathanaël Berthon   | Trident Racing       | 25     | + 1:28.885 | 6     | 2:00,217 (19.)   |
| —    | Sergio Canamasas    | Caterham Racing      | 19     | DNF        | 19    | 2:01,869 (15.)   |
| —    | Felipe Nasr         | Carlin               | 5      | DNF        | 9     | —                |
| —    | Daniël de Jong      | MP Motorsport        | 3      | DNF        | 21    | —                |
| —    | René Binder         | Venezuela GP Lazarus | 0      | DNS        | —     | —                |

### Sprintrennen
| Pos. | Fahrer              | Team                 | Runden | Zeit       | Start | Schnellste Runde |
| ---- | ------------------- | -------------------- | ------ | ---------- | ----- | ---------------- |
| 01   | James Calado        | ART Grand Prix       | 18     | 36:21.338  | 1     | 2:00.298 (3.)    |
| 02   | Julian Leal         | Racing Engineering   | 18     | + 0.447    | 3     | 2:00.616 (2.)    |
| 03   | Adrian Quaife-Hobbs | Hilmer Motorsport    | 18     | + 1.532    | 10    | 2:00.515 (14.)   |
| 04   | Stéphane Richelmi   | DAMS                 | 18     | + 17.905   | 2     | 2:01.390 (5.)    |
| 05   | Fabio Leimer        | Racing Engineering   | 18     | + 29.053   | 5     | 2:01.379 (11.)   |
| 06   | Jolyon Palmer       | Carlin               | 18     | + 33.284   | 15    | 2:01.424 (15.)   |
| 07   | Johnny Cecotto jr.  | Arden International  | 18     | + 37.321   | 14    | 2:01.724 (15.)   |
| 08   | Felipe Nasr         | Carlin               | 18     | + 40.455   | 26    | 2:00.822 (17.)   |
| 09   | Tom Dillmann        | Russian Time         | 18     | + 41.052   | 4     | 2:02.088 (6.)    |
| 10   | Mitch Evans         | Arden International  | 18     | + 43.421   | 11    | 2:01.916 (7.)    |
| 11   | Simon Trummer       | Rapax                | 18     | + 44.373   | 12    | 2:02.274 (14.)   |
| 12   | Sergio Canamasas    | Caterham Racing      | 18     | + 45.170   | 23    | 2:01.835 (8.)    |
| 13   | Nathanaël Berthon   | Trident Racing       | 18     | + 45.987   | 22    | 2:01.920 (16.)   |
| 14   | Sam Bird            | Russian Time         | 18     | + 47.459   | 8     | 2:02.369 (5.)    |
| 15   | Marcus Ericsson     | DAMS                 | 18     | + 50.141   | 7     | 2:02.507 (8.)    |
| 16   | Daniel Abt          | ART Grand Prix       | 18     | + 50.726   | 16    | 2:02.178 (3.)    |
| 17   | Daniël de Jong      | MP Motorsport        | 18     | + 50.818   | 24    | 2:01.389 (16.)   |
| 18   | Vittorio Ghirelli   | Venezuela GP Lazarus | 18     | + 53.466   | 18    | 2:02.251 (4.)    |
| 19   | Dani Clos           | MP Motorsport        | 18     | + 54.532   | 20    | 2:01.849 (16.)   |
| 20   | René Binder         | Venezuela GP Lazarus | 18     | + 59.796   | 25    | 2:02.703 (7.)    |
| 21   | Jake Rosenzweig     | Barwa Addax Team     | 18     | + 1:03.052 | 17    | 2:02.508 (4.)    |
| 22   | Alexander Rossi     | Caterham Racing      | 18     | + 1:18.035 | 6     | 1:59.880 (15.)   |
| 23   | Stefano Coletti     | Rapax                | 18     | + 1:21.639 | 13    | 2:01.271 (16.)   |
| 24   | Ricardo Teixeira    | Trident Racing       | 18     | + 1:27.956 | 21    | 2:02.941 (4.)    |
| 25   | Rio Haryanto        | Barwa Addax Team     | 17     | + 1 Runde  | 19    | 2:01.784 (4.)    |
|      | Robin Frijns        | Hilmer Motorsport    | 1      | DNF        | 9     |                  |

## Punktestände nach dem Lauf

### Fahrerwertung
| Pos. | Fahrer              | Team                | Punkte |
| ---- | ------------------- | ------------------- | ------ |
| 01   | Stefano Coletti     | Rapax               | 135    |
| 02   | Felipe Nasr         | Carlin              | 130    |
| 03   | Fabio Leimer        | Racing Engineering  | 128    |
| 04   | Sam Bird            | Russian Time        | 121    |
| 05   | James Calado        | ART Grand Prix      | 111    |
| 06   | Marcus Ericsson     | DAMS                | 82     |
| 07   | Stéphane Richelmi   | DAMS                | 71     |
| 08   | Jolyon Palmer       | Carlin              | 68     |
| 09   | Jon Lancaster       | Hilmer Motorsport   | 65     |
| 10   | Tom Dillmann        | Russian Time        | 63     |
| 11   | Mitch Evans         | Arden International | 56     |
| 12   | Robin Frijns        | Hilmer Motorsport   | 47     |
| 13   | Alexander Rossi     | Caterham Racing     | 47     |
| 14   | Julian Leal         | Racing Engineering  | 42     |
| 15   | Adrian Quaife-Hobbs | MP Motorsport       | 34     |

| Pos. | Fahrer             | Team                 | Punkte |
| ---- | ------------------ | -------------------- | ------ |
| 16   | Johnny Cecotto jr. | Arden International  | 32     |
| 17   | Kevin Ceccon       | Trident              | 28     |
| 18   | Nathanaël Berthon  | Trident              | 21     |
| 19   | Rio Haryanto       | Barwa Addax          | 20     |
| 20   | Simon Trummer      | Rapax                | 18     |
| 21   | René Binder        | Venezuela GP Lazarus | 11     |
| 22   | Daniel Abt         | ART Grand Prix       | 3      |
| 23   | Conor Daly         | Hilmer Motorsport    | 2      |
| 24   | Daniël de Jong     | MP Motorsport        | 1      |
| 25   | Jake Rosenzweig    | Barwa Addax          | 0      |
| 26   | Kevin Giovesi      | Venezuela GP Lazarus | 0      |
| 27   | Sergio Canamasas   | Caterham Racing      | 0      |
| 28   | Dani Clos          | MP Motorsport        | 0      |
| 29   | Vittorio Ghirelli  | Venezuela GP Lazarus | 0      |
| 30   | Ricardo Teixeira   | Trident              | 0      |

### Teamwertung
| Pos. | Team               | Punkte |
| ---- | ------------------ | ------ |
| 01   | Carlin             | 198    |
| 02   | Russian Time       | 184    |
| 03   | Racing Engineering | 170    |
| 04   | Rapax              | 153    |
| 05   | DAMS               | 153    |
| 06   | Hilmer Motorsport  | 125    |
| 07   | ART Grand Prix     | 114    |

| Pos. | Team                 | Punkte |
| ---- | -------------------- | ------ |
| 08   | Arden International  | 88     |
| 09   | Trident Racing       | 49     |
| 10   | Caterham Racing      | 47     |
| 11   | MP Motorsport        | 24     |
| 12   | Barwa Addax Team     | 20     |
| 13   | Venezuela GP Lazarus | 11     |